# August Gebeßler
August Gebeßler (* 4. Februar 1929 in Ortenburg; † 31. Juli 2008 in Stuttgart) war ein deutscher Kunsthistoriker und Denkmalpfleger und langjähriger Präsident des Landesdenkmalamtes Baden-Württemberg.

## Leben und Wirken
August Gebeßler absolvierte bis 1945 eine Ausbildung als Flugmotorenschlosser. Nach erfolgreichem Besuch der Oberrealschule studierte er von 1946 bis 1949 Kunstgeschichte in München und legte 1958 seine Doktorarbeit vor, schon im Jahr zuvor arbeitete er als wissenschaftlicher Angestellter beim Bayerischen Landesamt für Denkmalpflege. August Gebeßler gab in der Reihe Die Kunstdenkmäler von Bayern mehrere Inventarbände heraus, die der Standardliteratur angehören. Er erfasste in den 1950er und 1960er Jahren mehrere Landkreise im ober- und mittelfränkischen Raum kunsthistorisch. Im Jahre 1977 wurde Gebeßler Präsident des Landesdenkmalamtes Baden-Württemberg, diese Funktion übte er bis ins Jahr 1994 aus. Von 1983 bis 1987 war er Vorsitzender der Vereinigung der Landesdenkmalpfleger. 1989 wurde ihm das Bundesverdienstkreuz am Bande verliehen. Am 31. Juli 2008 starb August Gebeßler in Stuttgart, am 7. August wurde er am Pragfriedhof beigesetzt.

## Veröffentlichungen (Auswahl)
- Der profane Saal des 16. Jahrhunderts in Süddeutschland und den Alpenländern: Gestaltungsprinzipien des profanen Monumentalraumes in der deutschen Renaissance, München 1958.
- Stadt und Landkreis Kulmbach, Die Kunstdenkmäler von Bayern, Reihe Kurzinventare, Band 3, München 1958.
- Stadt und Landkreis Bayreuth, Die Kunstdenkmäler von Bayern, Reihe Kurzinventare, Band 6, München 1959.
- Stadt und Landkreis Hof, Die Kunstdenkmäler von Bayern, Reihe Kurzinventare, Band 7, München 1960.
- Landkreis Nürnberg, Die Kunstdenkmäler von Bayern, Reihe Kurzinventare, Band 11, München 1961.
- Stadt und Landkreis Erlangen, Die Kunstdenkmäler von Bayern, Reihe Kurzinventare, Band 14, München 1962.
- Stadt und Landkreis Dinkelsbühl, Die Kunstdenkmäler von Bayern, Reihe Kurzinventare, Band 15, München 1962.
- Dinkelsbühl (Deutsche Lande – Deutsche Kunst), München 1962.
- Stadt und Landkreis Fürth, Die Kunstdenkmäler von Bayern, Reihe Kurzinventare, Band 18, München 1963.
- Ansbach, Deutsche Lande, deutsche Kunst, München 1964